# ادگار باربارا سیلا
ادگار باربارا سیلا (انگلیسی: Edgar Barbara Sylla؛ زادهٔ ۲۲ مارس ۱۹۷۲) بازیکن فوتبال اهل گینه بود.
وی همچنین در تیم ملی فوتبال گینه بازی کرده است.